# St. Rochus (Wollseifen)

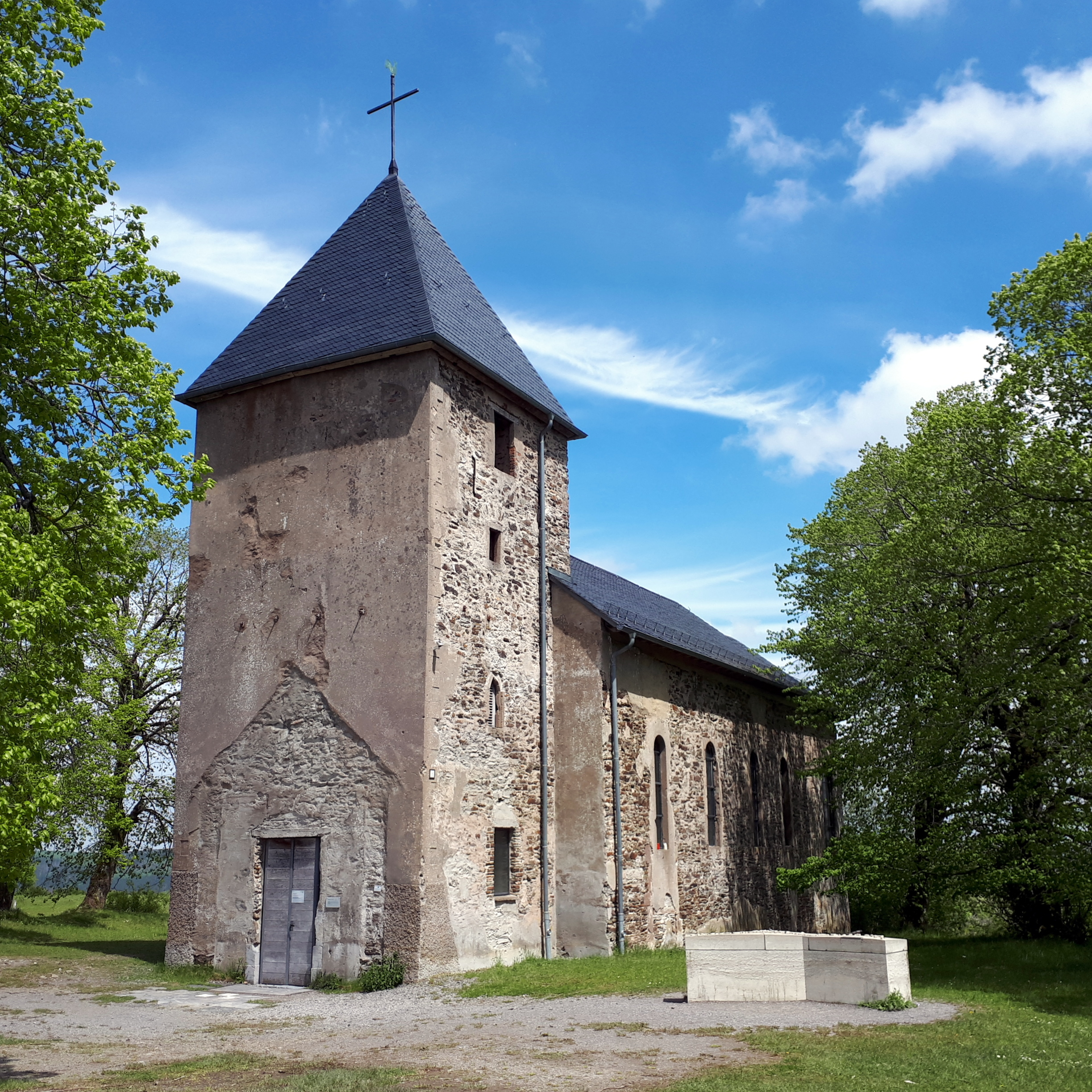
St. Rochus, Wollseifen (2021)

Die ehemalige Kirche St. Rochus war die römisch-katholische Pfarrkirche des ehemaligen Dorfes und heutigen Wüstung Wollseifen im Stadtgebiet von Schleiden im Kreis Euskirchen (Nordrhein-Westfalen). Die ehemalige Kirche ist seit dem 7. August 2002 unter Nr. 169 in der Denkmalliste der Stadt Schleiden eingetragen.

## Allgemeines
Wollseifen gehörte ursprünglich zur Pfarre Olef. 1470 wird eine Kapelle in Wollseifen erwähnt. Die Reformation konnte sich zeitweise durchsetzen. So gab es um das Jahr 1550 einige Wiedertäufer im Dorf. Da der Schleidener Graf Ernst von der Marck sein Gebiet zum katholischen Bekenntnis zurückführen wollte, ließ vermutlich er von 1633 bis 1635 die Wollseifener Kirche errichten. Zunächst war sie noch eine Filialkirche von Olef. Die endgültige Abtrennung und Erhebung zur eigenständigen Pfarrei erfolgte im Jahr 1660. Zu der neuen Pfarre zählten auch die Orte Einruhr, Herhahn, Morsbach, Hühnerbusch und der Walberhof. Einruhr wurde 1864 von Wollseifen abgetrennt und zur Pfarre erhoben, die anderen Orte verblieben als Filialgemeinden bei Wollseifen.
Rechte an Kirche und Pfarre hatte die Abtei Mariawald, die auch bis zur Franzosenzeit 1798 die Pfarrer stellte. Zu dieser Zeit gehörte Wollseifen noch zum Erzbistum Köln. Nachdem dieses Bistum 1802 aufgelöst worden war, teilte man Wollseifen dem Bistum Lüttich zu, bei dem die Pfarre bis 1818 verblieb. Dann kam sie an das neue Bistum Aachen bis zu dessen Auflösung 1825. Seitdem gehörte der Ort wieder zum Erzbistum Köln und kam schließlich 1930 zum wiedererrichteten Bistum Aachen.
Obwohl Wollseifen 1946 wegen der Einrichtung des Truppenübungsplatz Vogelsang geräumt worden war, bestand die Pfarrei zumindest auf dem Papier noch weiter. So wurde 1948 die Filiale Herhahn zusammen mit Morsbach abgetrennt und ebenfalls eigenständige Pfarrei. Erst 1957 wurde die Pfarre Wollseifen aufgelöst und der Pfarre Herhahn zugeschlagen, die seitdem Wollseifen-Herhahn heißt.

## Baugeschichte

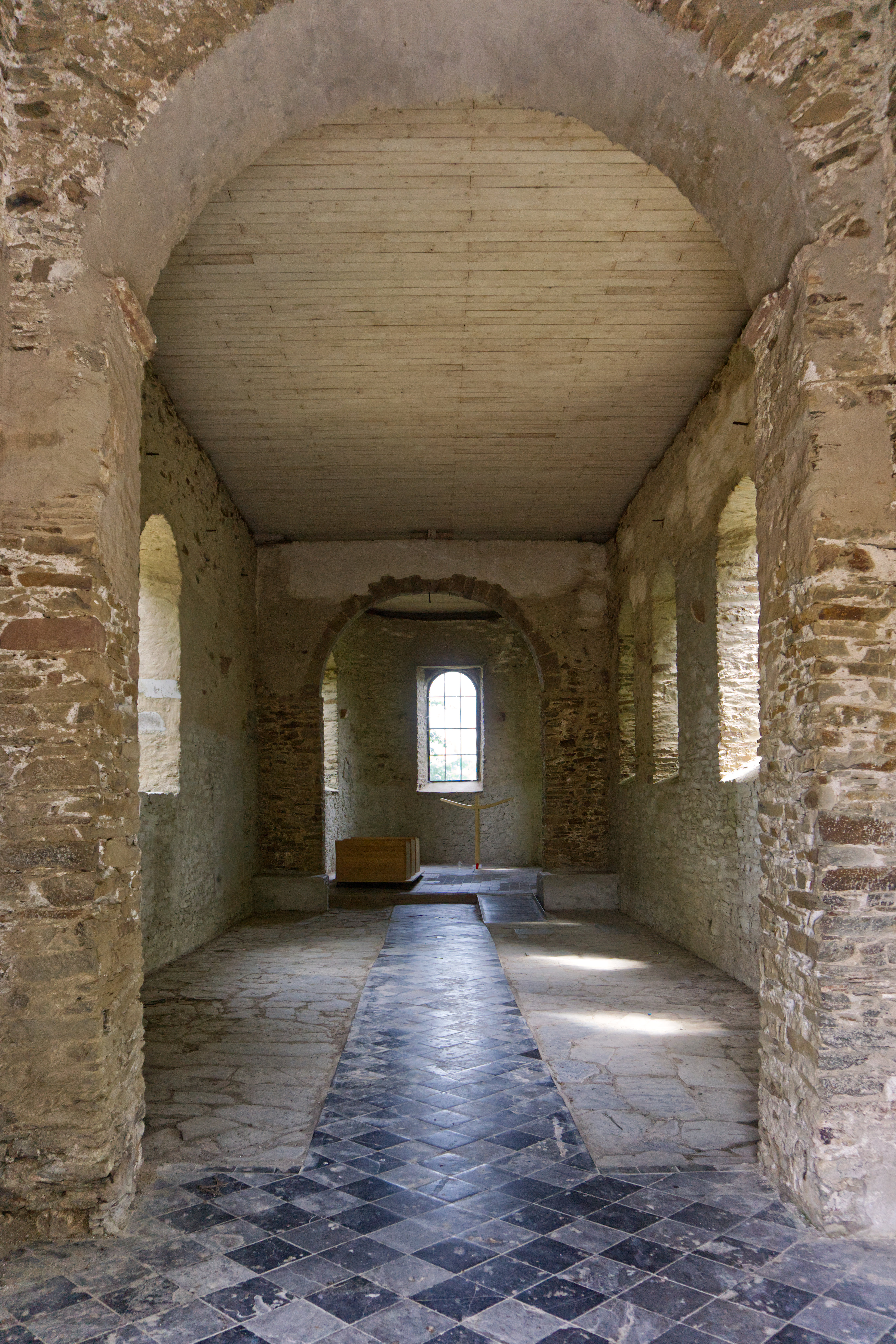
Innenraum (2019)
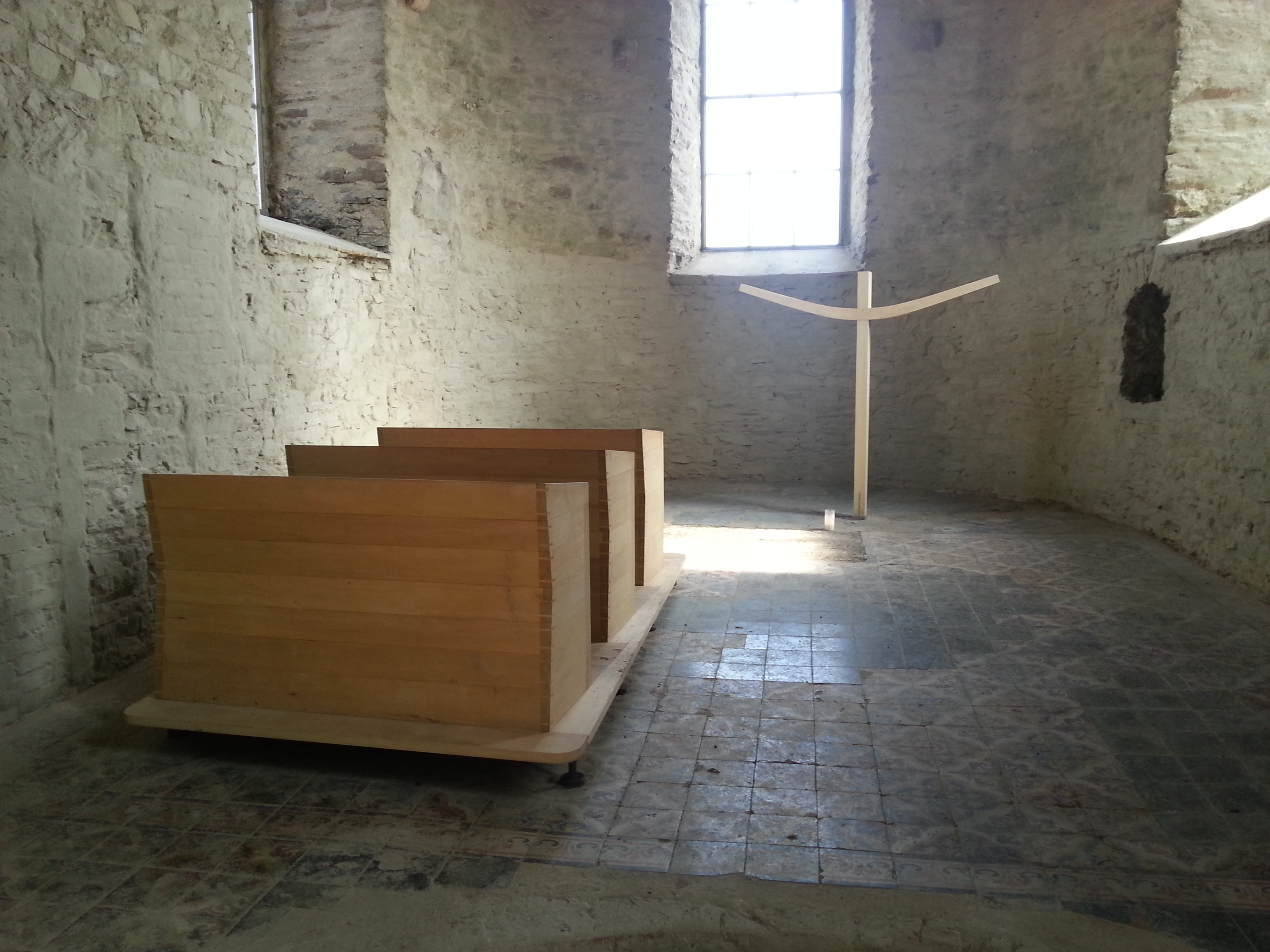
Neu gestalteter Chorraum (2013)
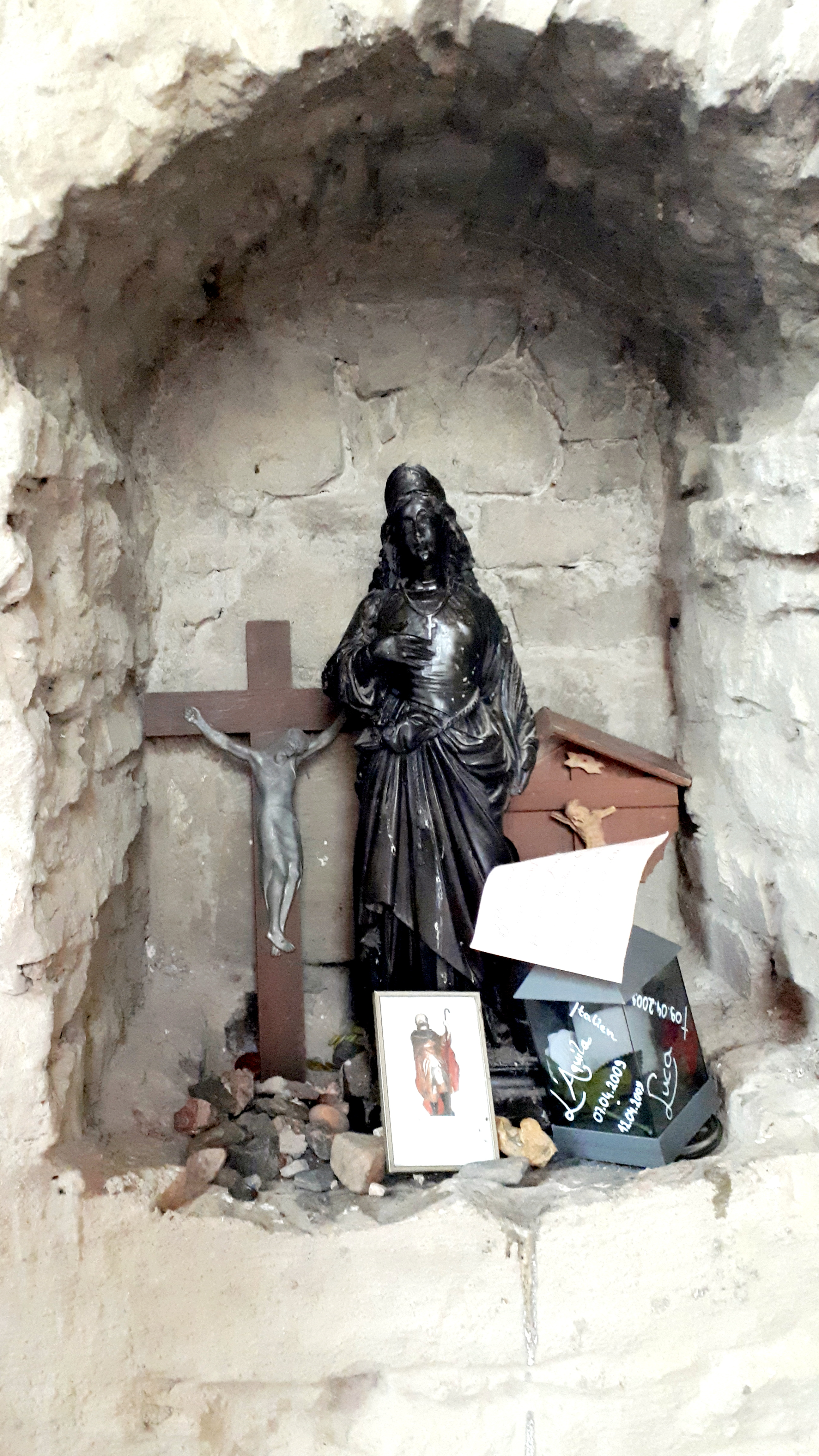
Altarnische (2022)

Die Kirche von Wollseifen geht auf eine mittelalterliche Kapelle zurück. Belegt sind Gottesdienste in Wollseifen für das Jahr 1470.
Die heutige Kirche wurde in den Jahren 1633 bis 1635 in Formen des Barock erbaut und am 22. Oktober 1635 geweiht. Im Jahr 1660 wurde das Gotteshaus zur Pfarrkirche erhoben. 1665 erfolgte eine Erhöhung des Glockenturms. Dabei erhielt er einen neuen achtseitigen Turmhelm. 1843 wurde eine Orgelbühne eingebaut, 1848 vor dem Hauptportal im Erdgeschoss des Turms eine Vorhalle errichtet und 1888 eine neue Sakristei an der Südwand des Chors angebaut.
Im Jahr 1946 wurde die letzte heilige Messe in der Kirche gefeiert. Das Dorf musste innerhalb von drei Wochen geräumt werden, weil die britische Militärverwaltung das Gelände in den Truppenübungsplatz Vogelsang einbezog. Nach Räumung des Dorfs nutzte das Militär die vom Krieg unzerstörten Gebäude als Ziele für Schießübungen. 1947 brannte die Kirche aus, wodurch ein Großteil der Innenausstattung verloren ging. Durch die militärische Nutzung blieben von der Kirche nur die Außenmauern erhalten. Sakristei und Vorhalle wurden sogar komplett zerstört.

### Sicherung und Restaurierung
Nachdem der Truppenübungsplatz Vogelsang im Dezember 2005 von den Belgiern aufgegeben worden war, war Wollseifen für die Öffentlichkeit wieder zugänglich. Der Förderverein Wollseifen sicherte die Kirchenruine bis August 2008 grundlegend. Kirchenschiff und Chor bekamen einen neuen Dachstuhl mit Schiefereindeckung sowie neue Fenster. Das Kirchturmdach, das nach dem Krieg die Belgier errichtet hatten, bekam ebenfalls eine neue Schiefereindeckung. Außerdem wurde der alte Wetterhahn der Kirche wieder auf das Kreuz gesetzt und befindet sich nun an seinem alten Platz. Im Innenraum der Kirche wurde der Schutt entfernt, der vom eingestürzten Gewölbe stammte, und der alte Fußboden freigelegt. Der Mittelgang besteht aus seltenem Schieferstein. Zum Abschluss der Renovierungsarbeiten wurden ein schlichtes Holzkreuz im Chorraum sowie drei einfache Holzbänke aufgestellt. Am 17. August 2008 konnte der Abschluss der Arbeiten mit einer Messe zum St.-Rochus-Fest gefeiert werden.

## Ausstattung

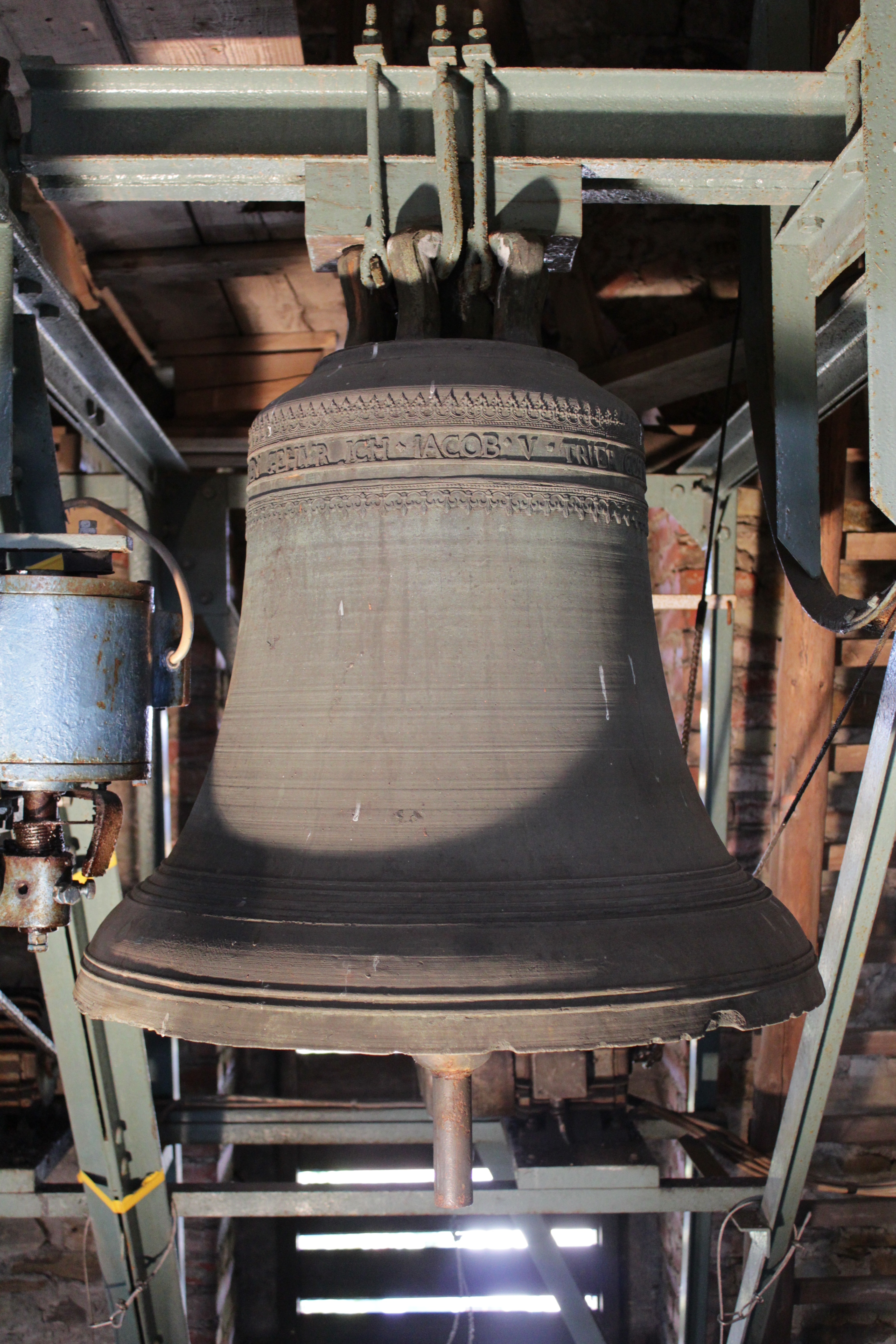
Michaelsglocke

Bis auf ein einfaches Holzkreuz und drei Holzbänke im Chorraum ist die Kirche heute leer.
Vor der Vertreibung der Ortsbewohner und Zerstörung der Kirche war der Innenraum einfach, aber reichhaltig ausgestattet. Die Orgel war ein Werk von Weimbs Orgelbau und wurde erst 1941 angefertigt, war somit nur fünf Jahre in Gebrauch. Sie hatte 16 Register auf zwei Manualen und Pedal. Das Instrument wurde 1946 abgebaut und in das Lager des Erbauers gebracht. 1961 wurde das Instrument in der Keldenicher Pfarrkirche St. Dionysius eingebaut und ist dort heute noch in Benutzung.
Erhalten geblieben sind auch die hölzernen Kreuzwegstationen. Sie befinden sich heute in der Pfarrkirche St. Nikolaus in Einruhr. Den Zweiten Weltkrieg überstand ebenfalls die Michaelsglocke des Glockengießers Jakob van Trier aus dem Jahr 1652. Sie hängt heute im Glockenturm der Pfarrkirche St. Apollonia in Steckenborn.
Zerstört wurden zwei steinerne Seitenaltäre, links Marienaltar, rechts Herz-Jesu-Altar, und im Chor der barocke Hochaltar. Die Kirche verfügte auch über Buntglasfenster und eine Ausmalung der Gebr. Kurthen aus dem Jahr 1906, die durch den Krieg und die Nutzung als Truppenübungsplatz ebenfalls vollständig zerstört wurden.